# Кубок Англії з футболу 1965—1966
Кубок Англії з футболу 1965—1966 — 85-й розіграш найстарішого футбольного турніру у світі, Кубка виклику Футбольної Асоціації, також відомого як Кубок Англії. Втретє титул здобув Евертон.

## Перший раунд
| Дата                      | Господарі                | Рахунок | Гості                  |
| ------------------------- | ------------------------ | ------- | ---------------------- |
| 13 листопада              | Честерфілд               | 0:2     | Честер Сіті            |
| 13 листопада              | Дарлінгтон               | 3:2     | Бредфорд Сіті          |
| 13 листопада              | Борнмут                  | 0:0     | Веймут                 |
| 17 листопада Перегравання | Веймут                   | 1:4     | Борнмут                |
| 13 листопада              | Барнет                   | 0:2     | Дартфорд               |
| 13 листопада              | Барроу                   | 1:2     | Грімсбі Таун           |
| 13 листопада              | Бат Сіті                 | 2:0     | Ньюпорт Каунті         |
| 13 листопада              | Грантем                  | 4:1     | Гендон                 |
| 13 листопада              | Редінг                   | 3:2     | Бристоль Роверз        |
| 13 листопада              | Волсолл                  | 6:3     | Свонсі Сіті            |
| 13 листопада              | Флітвуд                  | 2:2     | Рочдейл                |
| 17 листопада Перегравання | Рочдейл                  | 5:0     | Флітвуд                |
| 13 листопада              | Джиллінгем               | 1:2     | Фолкстоун              |
| 13 листопада              | Кру Александра           | 3:0     | Сканторп Юнайтед       |
| 13 листопада              | Лінкольн Сіті            | 1:3     | Барнслі                |
| 13 листопада              | Свіндон Таун             | 5:1     | Мертір-Тідвіл          |
| 13 листопада              | Шрусбері Таун            | 2:1     | Торкі Юнайтед          |
| 13 листопада              | Донкастер Роверз         | 2:2     | Віган Атлетік          |
| 17 листопада Перегравання | Віган Атлетік            | 3:1     | Донкастер Роверз       |
| 13 листопада              | Рексем                   | 4:1     | Саут Ліверпуль         |
| 13 листопада              | Транмер Роверз           | 0:1     | Стокпорт Каунті        |
| 13 листопада              | Лейтонстоун              | 0:1     | Герефорд Юнайтед       |
| 13 листопада              | Брентфорд                | 2:1     | Йовіл Таун             |
| 13 листопада              | Брайтон енд Гоув Альбіон | 10:1    | Вісбеч Таун            |
| 13 листопада              | Міллволл                 | 3:1     | Вілдстоун              |
| 13 листопада              | Вімблдон                 | 4:1     | Грейвсенд-енд-Нортфліт |
| 13 листопада              | Олтрінгем                | 6:0     | Скарборо               |
| 13 листопада              | Саутенд Юнайтед          | 3:1     | Ноттс Каунті           |
| 13 листопада              | Бредфорд Парк-Авеню      | 2:3     | Галл Сіті              |
| 13 листопада              | Ексетер Сіті             | 1:2     | Бедфорд Таун           |
| 13 листопада              | Гартліпул Юнайтед        | 3:1     | Воркінгтон             |
| 13 листопада              | Менсфілд Таун            | 1:3     | Олдем Атлетік          |
| 13 листопада              | Саутпорт                 | 2:0     | Галіфакс Таун          |
| 13 листопада              | Олдершот                 | 2:1     | Веллінгборо Таун       |
| 13 листопада              | Гілдфорд Сіті            | 2:2     | Вікем Вондерерз        |
| 17 листопада Перегравання | Вікем Вондерерз          | 0:1     | Гілдфорд Сіті          |
| 13 листопада              | Ромфорд                  | 1:1     | Лутон Таун             |
| 18 листопада Перегравання | Лутон Таун               | 1:0     | Ромфорд                |
| 13 листопада              | Ґейтсгед                 | 4:2     | Крук Таун              |
| 13 листопада              | Пітерборо Юнайтед        | 2:1     | Кіддермінстер Гарріерз |
| 13 листопада              | Саут Шилдс               | 3:1     | Йорк Сіті              |
| 13 листопада              | Колчестер Юнайтед        | 3:3     | Квінз Парк Рейнджерс   |
| 17 листопада Перегравання | Квінз Парк Рейнджерс     | 4:0     | Колчестер Юнайтед      |
| 13 листопада              | Корбі Таун               | 6:3     | Бертон Альбіон         |
| 13 листопада              | Оксфорд Юнайтед          | 2:2     | Порт Вейл              |
| 15 листопада Перегравання | Порт Вейл                | 3:2     | Оксфорд Юнайтед        |
| 13 листопада              | Корінтіан-Кейзуалс       | 1:5     | Вотфорд                |

## Другий раунд
До другого раунду увійшли переможці першого раунду. 
| Дата                   | Господарі                | Рахунок | Гості                    |
| ---------------------- | ------------------------ | ------- | ------------------------ |
| 4 грудня               | Честер Сіті              | 2:1     | Віган Атлетік            |
| 4 грудня               | Дарлінгтон               | 0:1     | Олдем Атлетік            |
| 4 грудня               | Борнмут                  | 5:3     | Бат Сіті                 |
| 4 грудня               | Грантем                  | 1:6     | Свіндон Таун             |
| 4 грудня               | Редінг                   | 5:0     | Брентфорд                |
| 4 грудня               | Кру Александра           | 3:1     | Саут Шилдс               |
| 4 грудня               | Шрусбері Таун            | 3:2     | Пітерборо Юнайтед        |
| 4 грудня               | Квінз Парк Рейнджерс     | 3:0     | Гілдфорд Сіті            |
| 4 грудня               | Барнслі                  | 1:1     | Грімсбі Таун             |
| 8 грудня Перегравання  | Грімсбі Таун             | 2:0     | Барнслі                  |
| 4 грудня               | Брайтон енд Гоув Альбіон | 1:1     | Бедфорд Таун             |
| 6 грудня Перегравання  | Бедфорд Таун             | 2:1     | Брайтон енд Гоув Альбіон |
| 4 грудня               | Вімблдон                 | 0:1     | Фолкстоун                |
| 4 грудня               | Саутенд Юнайтед          | 2:1     | Вотфорд                  |
| 4 грудня               | Гартліпул Юнайтед        | 2:0     | Рексем                   |
| 4 грудня               | Порт Вейл                | 1:0     | Дартфорд                 |
| 4 грудня               | Саутпорт                 | 3:3     | Стокпорт Каунті          |
| 13 грудня Перегравання | Стокпорт Каунті          | 0:2     | Саутпорт                 |
| 4 грудня               | Герефорд Юнайтед         | 1:0     | Міллволл                 |
| 4 грудня               | Олдершот                 | 0:2     | Волсолл                  |
| 4 грудня               | Ґейтсгед                 | 0:4     | Галл Сіті                |
| 4 грудня               | Корбі Таун               | 2:2     | Лутон Таун               |
| 7 грудня Перегравання  | Лутон Таун               | 0:1     | Корбі Таун               |
| 8 грудня               | Рочдейл                  | 1:3     | Олтрінгем                |

## Третій раунд
| Дата                  | Господарі               | Рахунок | Гості                |
| --------------------- | ----------------------- | ------- | -------------------- |
| 22 січня              | Блекпул                 | 1:1     | Манчестер Сіті       |
| 24 січня Перегравання | Манчестер Сіті          | 3:1     | Блекпул              |
| 22 січня              | Честер Сіті             | 1:3     | Ньюкасл Юнайтед      |
| 22 січня              | Борнмут                 | 1:1     | Бернлі               |
| 25 січня Перегравання | Бернлі                  | 7:0     | Борнмут              |
| 22 січня              | Ліверпуль               | 1:2     | Челсі                |
| 22 січня              | Редінг                  | 2:3     | Шеффілд Венсдей      |
| 22 січня              | Фолкстоун               | 1:5     | Кру Александра       |
| 22 січня              | Блекберн Роверз         | 3:0     | Арсенал              |
| 22 січня              | Астон Вілла             | 1:2     | Лестер Сіті          |
| 22 січня              | Болтон Вондерерз        | 3:0     | Вест-Бромвіч Альбіон |
| 22 січня              | Грімсбі Таун            | 0:0     | Портсмут             |
| 26 січня Перегравання | Портсмут                | 1:3     | Грімсбі Таун         |
| 22 січня              | Вулвергемптон Вондерерз | 5:0     | Олтрінгем            |
| 22 січня              | Дербі Каунті            | 2:5     | Манчестер Юнайтед    |
| 22 січня              | Евертон                 | 3:0     | Сандерленд           |
| 22 січня              | Свіндон Таун            | 1:2     | Ковентрі Сіті        |
| 22 січня              | Шеффілд Юнайтед         | 3:1     | Фулгем               |
| 22 січня              | Тоттенгем Готспур       | 4:0     | Мідлсбро             |
| 22 січня              | Квінз Парк Рейнджерс    | 0:0     | Шрусбері Таун        |
| 26 січня Перегравання | Шрусбері Таун           | 1:0     | Квінз Парк Рейнджерс |
| 22 січня              | Нортгемптон Таун        | 1:2     | Ноттінгем Форест     |
| 22 січня              | Плімут Аргайл           | 6:0     | Корбі Таун           |
| 22 січня              | Галл Сіті               | 1:0     | Саутгемптон          |
| 22 січня              | Карлайл Юнайтед         | 3:0     | Крістал Пелес        |
| 22 січня              | Олдем Атлетік           | 2:2     | Вест Гем Юнайтед     |
| 24 січня Перегравання | Вест Гем Юнайтед        | 3:1     | Олдем Атлетік        |
| 22 січня              | Бедфорд Таун            | 2:1     | Герефорд Юнайтед     |
| 22 січня              | Чарльтон Атлетік        | 2:3     | Престон Норт-Енд     |
| 22 січня              | Саутпорт                | 0:0     | Іпсвіч Таун          |
| 25 січня Перегравання | Іпсвіч Таун             | 2:3     | Саутпорт             |
| 22 січня              | Лідс Юнайтед            | 6:0     | Бері                 |
| 22 січня              | Сток Сіті               | 0:2     | Волсолл              |
| 22 січня              | Ротергем Юнайтед        | 3:2     | Саутенд Юнайтед      |
| 22 січня              | Бірмінгем Сіті          | 3:2     | Бристоль Сіті        |
| 22 січня              | Лейтон Орієнт           | 1:3     | Норвіч Сіті          |
| 24 січня              | Гаддерсфілд Таун        | 3:1     | Гартліпул Юнайтед    |
| 26 січня              | Кардіфф Сіті            | 2:1     | Порт Вейл            |

## Четвертий раунд
У цьому раунді зіграли переможці попереднього етапу.
| Дата                   | Господарі               | Рахунок | Гості             |
| ---------------------- | ----------------------- | ------- | ----------------- |
| 12 лютого              | Болтон Вондерерз        | 1:1     | Престон Норт-Енд  |
| 14 лютого Перегравання | Престон Норт-Енд        | 3:2     | Болтон Вондерерз  |
| 12 лютого              | Вулвергемптон Вондерерз | 3:0     | Шеффілд Юнайтед   |
| 12 лютого              | Кру Александра          | 1:1     | Ковентрі Сіті     |
| 14 лютого Перегравання | Ковентрі Сіті           | 4:1     | Кру Александра    |
| 12 лютого              | Шрусбері Таун           | 0:0     | Карлайл Юнайтед   |
| 15 лютого Перегравання | Карлайл Юнайтед         | 1:1     | Шрусбері Таун     |
| 21 лютого Перегравання | Шрусбері Таун           | 4:3     | Карлайл Юнайтед   |
| 12 лютого              | Ньюкасл Юнайтед         | 1:2     | Шеффілд Венсдей   |
| 12 лютого              | Тоттенгем Готспур       | 4:3     | Бернлі            |
| 12 лютого              | Манчестер Сіті          | 2:0     | Грімсбі Таун      |
| 12 лютого              | Вест Гем Юнайтед        | 3:3     | Блекберн Роверз   |
| 16 лютого Перегравання | Блекберн Роверз         | 4:1     | Вест Гем Юнайтед  |
| 12 лютого              | Манчестер Юнайтед       | 0:0     | Ротергем Юнайтед  |
| 15 лютого Перегравання | Ротергем Юнайтед        | 0:1     | Манчестер Юнайтед |
| 12 лютого              | Норвіч Сіті             | 3:2     | Волсолл           |
| 12 лютого              | Плімут Аргайл           | 0:2     | Гаддерсфілд Таун  |
| 12 лютого              | Галл Сіті               | 2:0     | Ноттінгем Форест  |
| 12 лютого              | Челсі                   | 1:0     | Лідс Юнайтед      |
| 12 лютого              | Бедфорд Таун            | 0:3     | Евертон           |
| 12 лютого              | Саутпорт                | 2:0     | Кардіфф Сіті      |
| 12 лютого              | Бірмінгем Сіті          | 1:2     | Лестер Сіті       |

## П'ятий раунд
На цьому етапі зіграли переможці попереднього раунду.
| Дата                   | Господарі               | Рахунок | Гості             |
| ---------------------- | ----------------------- | ------- | ----------------- |
| 5 березня              | Престон Норт-Енд        | 2:1     | Тоттенгем Готспур |
| 5 березня              | Вулвергемптон Вондерерз | 2:4     | Манчестер Юнайтед |
| 5 березня              | Евертон                 | 3:0     | Ковентрі Сіті     |
| 5 березня              | Манчестер Сіті          | 2:2     | Лестер Сіті       |
| 9 березня Перегравання | Лестер Сіті             | 0:1     | Манчестер Сіті    |
| 5 березня              | Норвіч Сіті             | 2:2     | Блекберн Роверз   |
| 9 березня Перегравання | Блекберн Роверз         | 3:2     | Норвіч Сіті       |
| 5 березня              | Галл Сіті               | 2:0     | Саутпорт          |
| 5 березня              | Челсі                   | 3:2     | Шрусбері Таун     |
| 5 березня              | Гаддерсфілд Таун        | 1:2     | Шеффілд Венсдей   |

## Шостий раунд
На цьому етапі зіграли переможці попереднього раунду.
| Дата                    | Господарі         | Рахунок | Гості             |
| ----------------------- | ----------------- | ------- | ----------------- |
| 26 березня              | Престон Норт-Енд  | 1:1     | Манчестер Юнайтед |
| 30 березня Перегравання | Манчестер Юнайтед | 3:1     | Престон Норт-Енд  |
| 26 березня              | Блекберн Роверз   | 1:2     | Шеффілд Венсдей   |
| 26 березня              | Манчестер Сіті    | 0:0     | Евертон           |
| 29 березня Перегравання | Евертон           | 0:0     | Манчестер Сіті    |
| 5 квітня Перегравання   | Евертон           | 2:0     | Манчестер Сіті    |
| 26 березня              | Челсі             | 2:2     | Галл Сіті         |
| 31 березня Перегравання | Галл Сіті         | 1:3     | Челсі             |

## Півфінали
У півфіналах зіграли команди, що перемогли на попередньому етапі.
| Дата      | Господарі       | Рахунок | Гості             |
| --------- | --------------- | ------- | ----------------- |
| 23 квітня | Евертон         | 1:0     | Манчестер Юнайтед |
| 23 квітня | Шеффілд Венсдей | 2:0     | Челсі             |

## Фінал
| 14 травня 1966 15:00 BST |

| Евертон                     | 3:2      | Шеффілд Венсдей       |
| --------------------------- | -------- | --------------------- |
| Требілкок 59' 64' Темпл 74' | Протокол | Маккаліог 4' Форд 57' |

| Вемблі (Лондон) Глядачів: 100 000 Арбітр: Джек Тейлор |